# Claus Asendorf
Claus-Dietrich Asendorf (* 19. November 1946 in Klingenthal/Sa.) ist ein deutscher Jurist und ehemaliger Richter am Bundesgerichtshof.

## Leben
Nachdem Asendorf seine juristische Ausbildung beendet hatte, war er zunächst wissenschaftlicher Assistent am Lehrstuhl für Strafrecht, Strafprozessrecht und Rechtsphilosophie bei Ernst Amadeus Wolff an der Johann Wolfgang Goethe-Universität Frankfurt am Main tätig. Am 1. April 1977 begann er seine Karriere als Richter, indem er in den Justizdienst des Bundeslandes Hessen eintrat.
Er war dort als Richter auf Probe an dem Amtsgericht Bad Vilbel und dem Landgericht Frankfurt am Main tätig, bis er 1980 zum Richter am Landgericht in Frankfurt ernannt wurde. Von 1983 bis 1985 war er von dort als wissenschaftlicher Mitarbeiter an den Bundesgerichtshof abgeordnet. Am 30. April 1986 wurde er Richter am Oberlandesgericht Frankfurt am Main, wo er im Spezialsenat für Patentrecht und gewerblichen Rechtsschutz und im Kartellsenat eingesetzt wurde. 2001 wurde Asendorf zum Richter am Bundesgerichtshof ernannt. Am 31. Dezember 2009 trat er in den Ruhestand.
Asendorf gehörte dem X. Zivilsenat des Bundesgerichtshofes an, der sich unter anderem mit Patent-, Gebrauchsmuster- und Topographieschutzrecht und dem Vergaberecht befasst. Daneben war er ab 2005 auch Mitglied des Senats für Patentanwaltssachen und 
gehörte dem Großen Senat und in den Gemeinsamen Senat der obersten Gerichtshöfe des Bundes an. Er prägte die höchstrichterliche Rechtsprechung zur mittelbaren Patentverletzung, indem er die Urteile in den Fällen Antriebsscheibenaufzug und Haubenstretchautomat verfasste. Er verfasste die Urteile in den Fällen Strahlungssteuerung und Mikroprozessor, mit denen verfahrensrechtliche Fragen zum Patentprozess geklärt wurden. Zum Vergaberecht verfasste Asendorf die Entscheidung, mit der erstmals Bietern mögliche Schadensersatzansprüche eingeräumt wurden.
Neben seiner richterlichen Tätigkeit war Asendorf auch rechtswissenschaftlich tätig, indem er an einem Standardkommentar zum Patent- und Gebrauchsmusterrecht mitarbeitete und zum Wettbewerbs- und Reisevertragsrecht veröffentlichte. Ab 1997 war er zusätzlich Lehrbeauftragter für gewerblichen Rechtsschutz für Ingenieure an der Technischen Universität Darmstadt.